# ینگجه ملامحمدحسن
ینگجه‌ملامحمدحسن روستایی است که در استان اردبیل، شهرستان اردبیل، بخش مرکزی، دهستان دوجاق قرار دارد. این روستا در ۲۲کیلومتری جاده قدیم اردبیل به مشگین‌شهر و بعد از روستای ثمرین واقع شده‌است. روستای ینگجه مرکز دهستان تازه تأسیس دوجاق می‌باشد. ینگجه ملامحمدحسن از دوبخش تشکیل شده که قسمت شرقی را ییجه و قسمت غربی و کوچکتر را علی قشلاقی می‌نامند این روستا در بین اهالی منطقه به مهمان نوازی معروف است. جمعیت این روستا ۶۱۶ نفر می‌باشد که بیشتر آنها افراد سالخورده یی هستند که نمی‌توانند در شهرهای بزرگ زندگی کنند. بزرگ‌ترین مشکل این روستا مهاجرت جوانان به شهرهای بزرگ است که باعث شده میانگین سنی این روستا به شدت بالا رود. به دلیل نبود کار در این روستا و البته روستاهای همجوار بیشتر اهالی این روستاها جهت کسب درآمد بیشتر به تهران، کرج یا اردبیل مهاجرت می‌کنند که این مهاجرت میانگین سنی این مناطق رو به شدت بالا برده‌است. این روستا با روستاهای مجنده، تازه کند محمدیه، کولانکوه، رویندزوق همسایه است همچنین رودخانه قره سو از قسمت شمالی این روستا گذر می‌کند. عمده درآمد ساکنین این روستا از طریق کشاورزی سنتی و دامداری و همچنین کار در شهرهای بزرگ تأمین می‌شود. سواحل رودخانه قره سو که در زبان محلی شامات گفته می‌شود از طبیعت بسیار زیبایی برخوردار است که در صورت سرمایه‌گذاری مناسب می‌تواند به یکی از جاذبه‌های گردشگری استان اردبیل تبدیل شود.

## جمعیت
جمعیت این روستا طبق سرشماری سال ۱۳۸۵، ۱۰۲۰ بوده‌است که به دلیل مهاجرت بسیار زیاد اهالی هم‌اکنون با ۶۱۶ نفر می‌باشد.